# Élections départementales de 2015 dans l'Ain
Les élections départementales ont lieu les 22 et 29 mars 2015.

## Contexte départemental

### Assemblée départementale sortante
Avant les élections, le conseil général de l'Ain est présidé par Rachel Mazuir (PS). Il comprend 43 conseillers généraux issus des 43 cantons de l'Ain.
| Parti                                        | Sigle | Sigle | Élus |
| -------------------------------------------- | ----- | ----- | ---- |
| Majorité (26 sièges)                         |       |       |      |
| Groupe l'Ain à Gauche (26 sièges)            |       |       |      |
| Divers gauche                                |       | DVG   | 18   |
| Parti socialiste                             |       | PS    | 7    |
| Parti radical de gauche                      |       | PRG   | 1    |
| Opposition (17 sièges)                       |       |       |      |
| Groupe Indépendants et Démocrates (4 sièges) |       |       |      |
| Divers droite                                |       | DVD   | 2    |
| Union des démocrates et indépendants         |       | UDI   | 2    |
| Groupe d'Union Républicaine (13 sièges)      |       |       |      |
| Union pour un mouvement populaire            |       | UMP   | 6    |
| Divers droite                                |       | DVD   | 5    |
| Debout la France                             |       | DLF   | 2    |
| Président du Conseil général                 |       |       |      |
| Rachel Mazuir (PS)                           |       |       |      |

### Assemblée départementale élue
Après le redécoupage cantonal de 2014, le conseil départemental de l'Ain comprend 46 conseillers départementaux issus des 23 cantons de l'Ain, élus en mars 2015. Il est présidé par Damien Abad (UMP).
| Parti                                | Sigle | Sigle | Élus |
| ------------------------------------ | ----- | ----- | ---- |
| Majorité (42 sièges)                 |       |       |      |
| Union pour un mouvement populaire    |       | UMP   | 24   |
| Divers droite                        |       | DVD   | 11   |
| Union des démocrates et indépendants |       | UDI   | 7    |
| Opposition (4 sièges)                |       |       |      |
| Divers gauche                        |       | DVG   | 2    |
| Parti socialiste                     |       | PS    | 2    |
| Président du Conseil départemental   |       |       |      |
| Damien Abad (UMP)                    |       |       |      |

## Résultats à l'échelle du département

### Résultats par nuances du ministère de l'Intérieur
Les nuances utilisées par le ministère de l'Intérieur ne tiennent pas compte des alliances locales.
| Binômes     | Binômes            | Premier tour | Premier tour | Second tour | Second tour | Sièges |
| Binômes     | Binômes            | Voix         | %            | Voix        | %           | Sièges |
| ----------- | ------------------ | ------------ | ------------ | ----------- | ----------- | ------ |
|             | Union de la droite | 64 929       | 34,13        | 93 160      | 49,86       | 40     |
|             | UMP                | 5 059        | 2,66         | 6 197       | 3,32        | 2      |
|             | DVD                | 3 024        | 1,59         |             |             |        |
| Droite      | Droite             | 73 012       | 38,38        | 99 357      | 53,18       | 42     |
|             |                    |              |              |             |             |        |
|             | Union de la gauche | 48 877       | 25,69        | 39 852      | 21,33       | 4      |
|             | FG                 | 7 339        | 3,86         |             |             |        |
|             | EELV               | 7 228        | 3,80         |             |             |        |
|             | DVG                | 566          | 0,30         |             |             |        |
| Gauche      | Gauche             | 64 010       | 33,65        | 39 852      | 21,33       | 4      |
|             |                    |              |              |             |             |        |
|             | FN                 | 52 981       | 27,85        | 47 647      | 25,50       | 0      |
|             |                    |              |              |             |             |        |
|             | Divers             | 261          | 0,14         |             |             |        |
|             |                    |              |              |             |             |        |
| Inscrits    | Inscrits           | 402 473      | 100,00       | 402 477     | 100,00      |        |
| Abstentions | Abstentions        | 205 283      | 51,01        | 202 578     | 50,33       |        |
| Votants     | Votants            | 197 190      | 48,99        | 199 899     | 49,67       |        |
| Blancs      | Blancs             | 5 045        | 2,56         | 9 577       | 4,79        |        |
| Nuls        | Nuls               | 1 881        | 0,95         | 3 466       | 1,73        |        |
| Exprimés    | Exprimés           | 190 264      | 96,49        | 186 856     | 93,48       |        |

### Résultats par canton
| Canton                      | Conseiller sortant        | Parti                  | Parti       | Conseiller élu            | Parti           | Parti           |
| --------------------------- | ------------------------- | ---------------------- | ----------- | ------------------------- | --------------- | --------------- |
| Ambérieu-en-Bugey           | Daniel Bénassy*           |                        | DVG         | Sandrine Castellano       |                 | UDI             |
| Ambérieu-en-Bugey           | Daniel Bénassy*           | Christophe Fortin      | DVG         |                           | UDI             |                 |
| Attignat                    | Canton créé               | Canton créé            | Canton créé | Clotilde Fournier         |                 | UDI             |
| Attignat                    | Canton créé               | Canton créé            | Canton créé | Walter Martin             |                 | UMP             |
| Bâgé-le-Châtel              | Guy Billoudet             |                        | DVD         | Canton supprimé           | Canton supprimé | Canton supprimé |
| Bellegarde-sur-Valserine    | Guy Larmanjat             |                        | PS          | Myriam Bouvet-Multon      |                 | DVG             |
| Bellegarde-sur-Valserine    | Guy Larmanjat             | Guy Larmanjat          | PS          |                           | PS              |                 |
| Belley                      | Jean-Marc Fognini         |                        | PS          | Jean-Yves Hédon           |                 | UMP             |
| Belley                      | Jean-Marc Fognini         | Carène Tardy           | PS          |                           | DVD             |                 |
| Bourg-en-Bresse-Est         | Rachel Mazuir             |                        | PS          | Canton supprimé           | Canton supprimé | Canton supprimé |
| Bourg-en-Bresse-Nord-Centre | Guillaume Lacroix         |                        | PRG         | Canton supprimé           | Canton supprimé | Canton supprimé |
| Bourg-en-Bresse-Sud         | Jean-Paul Rodet*          |                        | PS          | Canton supprimé           | Canton supprimé | Canton supprimé |
| Bourg-en-Bresse-1           | Canton créé               | Canton créé            | Canton créé | Hélène Maréchal           |                 | UMP             |
| Bourg-en-Bresse-1           | Canton créé               | Canton créé            | Canton créé | Bernard Perret            |                 | DVD             |
| Bourg-en-Bresse-2           | Canton créé               | Canton créé            | Canton créé | Hélène Cedileau           |                 | DVD             |
| Bourg-en-Bresse-2           | Canton créé               | Canton créé            | Canton créé | Pierre Lurin              |                 | UMP             |
| Brénod                      | Michel Rivat*             |                        | DVG         | Canton supprimé           | Canton supprimé | Canton supprimé |
| Ceyzériat                   | Jean-Yves Flochon         |                        | UMP         | Jean-Yves Flochon         |                 | UMP             |
| Ceyzériat                   | Jean-Yves Flochon         | Martine Tabouret       | UMP         |                           | DVD             |                 |
| Chalamont                   | Gérard Branchy*           |                        | DVG         | Canton supprimé           | Canton supprimé | Canton supprimé |
| Champagne-en-Valromey       | Jean-Baptiste Zambelli*   |                        | DVG         | Canton supprimé           | Canton supprimé | Canton supprimé |
| Châtillon-sur-Chalaronne    | Yves Clayette             |                        | UMP         | Yves Clayette             |                 | UMP             |
| Châtillon-sur-Chalaronne    | Yves Clayette             | Muriel Luga Giraud     | UMP         |                           | UDI             |                 |
| Coligny                     | Alain Gestas              |                        | DVG         | Canton supprimé           | Canton supprimé | Canton supprimé |
| Collonges                   | Daniel Juliet*            |                        | DVD         | Canton supprimé           | Canton supprimé | Canton supprimé |
| Ferney-Voltaire             | Jean-Paul Laurenson*      |                        | DVG         | Canton supprimé           | Canton supprimé | Canton supprimé |
| Gex                         | Gérard Paoli              |                        | UDI         | Véronique Baude           |                 | UMP             |
| Gex                         | Gérard Paoli              | Gérard Paoli           | UDI         |                           | UDI             |                 |
| Hauteville-Lompnes          | Jacques Rabut             |                        | DVG         | Philippe Emin             |                 | UMP             |
| Hauteville-Lompnes          | Jacques Rabut             | Annie Meuriau          | DVG         |                           | UDI             |                 |
| Izernore                    | Mario Borroni             |                        | DVG         | Canton supprimé           | Canton supprimé | Canton supprimé |
| Lagnieu                     | Charles de La Verpillière |                        | UMP         | Charles de La Verpillière |                 | UMP             |
| Lagnieu                     | Charles de La Verpillière | Viviane Vaudray        | UMP         |                           | DVD             |                 |
| Lhuis                       | Daniel Béguet             |                        | DVG         | Canton supprimé           | Canton supprimé | Canton supprimé |
| Meximieux                   | Claude Marcou*            |                        | DLF         | Romain Daubié             |                 | UMP             |
| Meximieux                   | Claude Marcou*            | Élisabeth Laroche      | DLF         |                           | UMP             |                 |
| Miribel                     | Pierre Goubet             |                        | DVG         | Jean-Pierre Gaitet        |                 | UMP             |
| Miribel                     | Pierre Goubet             | Caroline Terrier       | DVG         |                           | UMP             |                 |
| Montluel                    | Danielle Bouchard*        |                        | DVD         | Canton supprimé           | Canton supprimé | Canton supprimé |
| Montrevel-en-Bresse         | Jean-Pierre Roche         |                        | DVG         | Canton supprimé           | Canton supprimé | Canton supprimé |
| Nantua                      | Jean Deguerry             |                        | UMP         | Jean Deguerry             |                 | UMP             |
| Nantua                      | Jean Deguerry             | Natacha Lorillard      | UMP         |                           | UMP             |                 |
| Oyonnax-Nord                | Alexandre Tachdjian*      |                        | UMP         | Canton supprimé           | Canton supprimé | Canton supprimé |
| Oyonnax-Sud                 | Michel Perraud            |                        | UDI         | Canton supprimé           | Canton supprimé | Canton supprimé |
| Oyonnax                     | Canton créé               | Canton créé            | Canton créé | Liliane Maissiat          |                 | UDI             |
| Oyonnax                     | Canton créé               | Canton créé            | Canton créé | Michel Perraud            |                 | UDI             |
| Péronnas                    | Christian Chanel*         |                        | DVD         | Canton supprimé           | Canton supprimé | Canton supprimé |
| Poncin                      | Jean Chabry*              |                        | DVD         | Canton supprimé           | Canton supprimé | Canton supprimé |
| Pont-d'Ain                  | Serge Fondraz*            |                        | DVG         | Damien Abad               |                 | UMP             |
| Pont-d'Ain                  | Serge Fondraz*            | Marie-Christine Chapel | DVG         |                           | DVD             |                 |
| Pont-de-Vaux                | Henri Guillermin          |                        | UMP         | Canton supprimé           | Canton supprimé | Canton supprimé |
| Pont-de-Veyle               | Christophe Greffet        |                        | PS          | Canton supprimé           | Canton supprimé | Canton supprimé |
| Replonges                   | Canton créé               | Canton créé            | Canton créé | Guy Billoudet             |                 | UMP             |
| Replonges                   | Canton créé               | Canton créé            | Canton créé | Valérie Guyon             |                 | UMP             |
| Reyrieux                    | Olivier Eyraud            |                        | DLF         | Canton supprimé           | Canton supprimé | Canton supprimé |
| Saint-Étienne-du-Bois       | Canton créé               | Canton créé            | Canton créé | Alain Chapuis             |                 | UDI             |
| Saint-Étienne-du-Bois       | Canton créé               | Canton créé            | Canton créé | Catherine Journet         |                 | DVD             |
| Saint-Genis-Pouilly         | Canton créé               | Canton créé            | Canton créé | Aurélie Charillon         |                 | UMP             |
| Saint-Genis-Pouilly         | Canton créé               | Canton créé            | Canton créé | Daniel Raphoz             |                 | UDI             |
| Saint-Rambert-en-Bugey      | Gilbert Bouchon           |                        | DVG         | Canton supprimé           | Canton supprimé | Canton supprimé |
| Saint-Trivier-de-Courtes    | Armel Morel*              |                        | DVD         | Canton supprimé           | Canton supprimé | Canton supprimé |
| Saint-Trivier-sur-Moignans  | Christine Gonnu           |                        | PS          | Canton supprimé           | Canton supprimé | Canton supprimé |
| Seyssel                     | Christophe Bérardi*       |                        | PS          | Canton supprimé           | Canton supprimé | Canton supprimé |
| Thoiry                      | Canton créé               | Canton créé            | Canton créé | Muriel Bénier             |                 | UMP             |
| Thoiry                      | Canton créé               | Canton créé            | Canton créé | Michel Brulhart           |                 | UMP             |
| Thoissey                    | André Philippon*          |                        | DVG         | Canton supprimé           | Canton supprimé | Canton supprimé |
| Treffort-Cuisiat            | Denis Perron*             |                        | DVG         | Canton supprimé           | Canton supprimé | Canton supprimé |
| Trévoux                     | Patrick Rousset           |                        | DVG         | Nathalie Barde            |                 | UDI             |
| Trévoux                     | Patrick Rousset           | Marc Pechoux           | DVG         |                           | UMP             |                 |
| Villars-les-Dombes          | Georges Faverjon          |                        | DVG         | Henri Cormorèche          |                 | UDI             |
| Villars-les-Dombes          | Georges Faverjon          | Brigitte Coulon        | DVG         |                           | UMP             |                 |
| Viriat                      | Bernard Perret            |                        | DVD         | Canton supprimé           | Canton supprimé | Canton supprimé |
| Virieu-le-Grand             | Pascale Guillon           |                        | DVG         | Canton supprimé           | Canton supprimé | Canton supprimé |
| Vonnas                      | Canton créé               | Canton créé            | Canton créé | Christophe Greffet        |                 | PS              |
| Vonnas                      | Canton créé               | Canton créé            | Canton créé | Mireille Louis            |                 | DVG             |

* Conseillers généraux sortants ne se représentant pas

## Résultats par canton

### Canton d'Ambérieu-en-Bugey
| Candidats            | Candidats             | Partis      | Partis      | Premier tour | Premier tour | Second tour | Second tour |
| Candidats            | Candidats             | Partis      | Partis      | Voix         | %            | Voix        | %           |
| -------------------- | --------------------- | ----------- | ----------- | ------------ | ------------ | ----------- | ----------- |
| 1                    | Sandrine Castellano   |             | UDI         | 2 572        | 28,39        | 4 855       | 58,59       |
| 1                    | Christophe Fortin     |             | UDI         | 2 572        | 28,39        | 4 855       | 58,59       |
| 2                    | Christine Bresson     |             | PCF         | 684          | 7,55         |             |             |
| 2                    | Patrice Robert        |             | PCF         | 684          | 7,55         |             |             |
| 3                    | Emmanuelle Boudib     |             | DVE         | 735          | 8,11         |             |             |
| 3                    | Jean Navarro          |             | EÉLV        | 735          | 8,11         |             |             |
| 4                    | Nadège Pagneux        |             | FN          | 2 959        | 32,67        | 3 432       | 41,41       |
| 4                    | Jean-Pierre Vergnault |             | FN          | 2 959        | 32,67        | 3 432       | 41,41       |
| 5                    | Gilbert Bouchon*      |             | DVG         | 2 108        | 23,27        |             |             |
| 5                    | Catherine Pidoux      |             | PRG         | 2 108        | 23,27        |             |             |
|                      |                       |             |             |              |              |             |             |
| Inscrits             | Inscrits              | Inscrits    | Inscrits    | 19 027       | 100,00       | 19 027      | 100,00      |
| Abstentions          | Abstentions           | Abstentions | Abstentions | 9 588        | 50,39        | 9 516       | 50,01       |
| Votants              | Votants               | Votants     | Votants     | 9 439        | 49,61        | 9 511       | 49,99       |
| Blancs               | Blancs                | Blancs      | Blancs      | 281          | 2,98         | 813         | 4,27        |
| Nuls                 | Nuls                  | Nuls        | Nuls        | 100          | 1,06         | 411         | 2,16        |
| Exprimés             | Exprimés              | Exprimés    | Exprimés    | 9 058        | 95,96        | 8 287       | 87,13       |
| * conseiller sortant |                       |             |             |              |              |             |             |

### Canton d'Attignat
| Candidats            | Candidats          | Partis      | Partis      | Premier tour | Premier tour | Second tour | Second tour |
| Candidats            | Candidats          | Partis      | Partis      | Voix         | %            | Voix        | %           |
| -------------------- | ------------------ | ----------- | ----------- | ------------ | ------------ | ----------- | ----------- |
| 1                    | Clotilde Fournier  |             | UDI         | 3 183        | 37,48        | 4 038       | 43,56       |
| 1                    | Walter Martin      |             | UMP         | 3 183        | 37,48        | 4 038       | 43,56       |
| 2                    | Virginie Gagneux   |             | FN          | 2 465        | 29,03        | 2 191       | 23,64       |
| 2                    | Yves Philippe      |             | FN          | 2 465        | 29,03        | 2 191       | 23,64       |
| 3                    | Mireille Broyer    |             | DVG         | 2 844        | 33,49        | 3 040       | 32,80       |
| 3                    | Jean-Pierre Roche* |             | DVG         | 2 844        | 33,49        | 3 040       | 32,80       |
|                      |                    |             |             |              |              |             |             |
| Inscrits             | Inscrits           | Inscrits    | Inscrits    | 16 739       | 100,00       | 16 741      | 100,00      |
| Abstentions          | Abstentions        | Abstentions | Abstentions | 7 820        | 46,72        | 7 202       | 43,02       |
| Votants              | Votants            | Votants     | Votants     | 8 919        | 53,28        | 9 539       | 56,98       |
| Blancs               | Blancs             | Blancs      | Blancs      | 330          | 3,70         | 196         | 1,17        |
| Nuls                 | Nuls               | Nuls        | Nuls        | 97           | 1,09         | 74          | 0,44        |
| Exprimés             | Exprimés           | Exprimés    | Exprimés    | 8 492        | 95,21        | 9 269       | 97,17       |
| * conseiller sortant |                    |             |             |              |              |             |             |

### Canton de Bellegarde-sur-Valserine
| Candidats            | Candidats            | Partis      | Partis      | Premier tour | Premier tour | Second tour | Second tour |
| Candidats            | Candidats            | Partis      | Partis      | Voix         | %            | Voix        | %           |
| -------------------- | -------------------- | ----------- | ----------- | ------------ | ------------ | ----------- | ----------- |
| 1                    | Myriam Bouvet-Multon |             | DVG         | 2 930        | 53,08        | 3 616       | 68,71       |
| 1                    | Guy Larmanjat*       |             | PS          | 2 930        | 53,08        | 3 616       | 68,71       |
| 2                    | Élodie Martin        |             | FN          | 1 525        | 27,63        | 1 647       | 31,29       |
| 2                    | Patrick Sokolowski   |             | FN          | 1 525        | 27,63        | 1 647       | 31,29       |
| 3                    | Nelly Guinchard      |             | DVD         | 1 065        | 19,29        |             |             |
| 3                    | David Houzé          |             | UMP         | 1 065        | 19,29        |             |             |
|                      |                      |             |             |              |              |             |             |
| Inscrits             | Inscrits             | Inscrits    | Inscrits    | 12 773       | 100,00       | 12 773      | 100,00      |
| Abstentions          | Abstentions          | Abstentions | Abstentions | 7 030        | 55,04        | 7 145       | 55,94       |
| Votants              | Votants              | Votants     | Votants     | 5 743        | 44,96        | 5 628       | 44,06       |
| Blancs               | Blancs               | Blancs      | Blancs      | 167          | 2,91         | 285         | 2,23        |
| Nuls                 | Nuls                 | Nuls        | Nuls        | 56           | 0,98         | 80          | 0,63        |
| Exprimés             | Exprimés             | Exprimés    | Exprimés    | 5 520        | 96,12        | 5 263       | 41,20       |
| * conseiller sortant |                      |             |             |              |              |             |             |

### Canton de Belley
| Candidats            | Candidats          | Partis      | Partis      | Premier tour | Premier tour | Second tour | Second tour |
| Candidats            | Candidats          | Partis      | Partis      | Voix         | %            | Voix        | %           |
| -------------------- | ------------------ | ----------- | ----------- | ------------ | ------------ | ----------- | ----------- |
| 1                    | Jean-Marc Fognini* |             | PS          | 2 855        | 31,09        | 3 769       | 38,29       |
| 1                    | Pascale Guillon*   |             | DVG         | 2 855        | 31,09        | 3 769       | 38,29       |
| 2                    | Patrick Marié      |             | FN          | 2 474        | 26,94        | 2 057       | 20,90       |
| 2                    | Jocelyne Mayet     |             | FN          | 2 474        | 26,94        | 2 057       | 20,90       |
| 3                    | Françoise Orsaz    |             | PCF         | 733          | 7,98         |             |             |
| 3                    | Yves Thoumine      |             | PCF         | 733          | 7,98         |             |             |
| 4                    | Jean-Yves Hédon    |             | UMP         | 3 122        | 33,99        | 4 018       | 40,82       |
| 4                    | Carène Tardy       |             | DVD         | 3 122        | 33,99        | 4 018       | 40,82       |
|                      |                    |             |             |              |              |             |             |
| Inscrits             | Inscrits           | Inscrits    | Inscrits    | 16 868       | 100,00       | 16 868      | 100,00      |
| Abstentions          | Abstentions        | Abstentions | Abstentions | 7 287        | 43,20        | 6 696       | 39,70       |
| Votants              | Votants            | Votants     | Votants     | 9 581        | 56,80        | 6 696       | 60,30       |
| Blancs               | Blancs             | Blancs      | Blancs      | 299          | 3,12         | 237         | 2,33        |
| Nuls                 | Nuls               | Nuls        | Nuls        | 98           | 1,02         | 91          | 0,89        |
| Exprimés             | Exprimés           | Exprimés    | Exprimés    | 9 184        | 95,86        | 9 844       | 96,78       |
| * conseiller sortant |                    |             |             |              |              |             |             |

### Canton de Bourg-en-Bresse-1
| Candidats            | Candidats          | Partis      | Partis      | Premier tour | Premier tour | Second tour | Second tour |
| Candidats            | Candidats          | Partis      | Partis      | Voix         | %            | Voix        | %           |
| -------------------- | ------------------ | ----------- | ----------- | ------------ | ------------ | ----------- | ----------- |
| 1                    | Françoise Courtine |             | PS          | 3 243        | 34,56        | 3 990       | 43,02       |
| 1                    | Guillaume Lacroix* |             | PRG         | 3 243        | 34,56        | 3 990       | 43,02       |
| 2                    | Jérôme Buisson     |             | FN          | 1 723        | 18,36        |             |             |
| 2                    | Nicole Possoz      |             | FN          | 1 723        | 18,36        |             |             |
| 3                    | Hélène Maréchal    |             | UMP         | 3 949        | 42,08        | 5 285       | 56,98       |
| 3                    | Bernard Perret     |             | DVD         | 3 949        | 42,08        | 5 285       | 56,98       |
| 4                    | Martine Bouilloux  |             | PCF         | 469          | 5,00         |             |             |
| 4                    | Jean Leclair       |             | PCF         | 469          | 5,00         |             |             |
|                      |                    |             |             |              |              |             |             |
| Inscrits             | Inscrits           | Inscrits    | Inscrits    | 19 929       | 100,00       | 19 931      | 100,00      |
| Abstentions          | Abstentions        | Abstentions | Abstentions | 10 304       | 51,7         | 10 202      | 51,19       |
| Votants              | Votants            | Votants     | Votants     | 9 625        | 48,3         | 9 729       | 48,81       |
| Blancs               | Blancs             | Blancs      | Blancs      | 163          | 1,69         | 304         | 3,12        |
| Nuls                 | Nuls               | Nuls        | Nuls        | 78           | 0,81         | 150         | 1,54        |
| Exprimés             | Exprimés           | Exprimés    | Exprimés    | 9 384        | 97,5         | 9 275       | 95,33       |
| * conseiller sortant |                    |             |             |              |              |             |             |

### Canton de Bourg-en-Bresse-2
| Candidats   | Candidats        | Partis      | Partis      | Premier tour | Premier tour | Second tour | Second tour |
| Candidats   | Candidats        | Partis      | Partis      | Voix         | %            | Voix        | %           |
| ----------- | ---------------- | ----------- | ----------- | ------------ | ------------ | ----------- | ----------- |
| 1           | Daniel Blatrix   |             | PCF         | 562          | 6,72         |             |             |
| 1           | Catherine Maître |             | PCF         | 562          | 6,72         |             |             |
| 2           | Hélène Cedileau  |             | DVD         | 3 075        | 36,79        | 4 409       | 53,13       |
| 2           | Pierre Lurin     |             | UMP         | 3 075        | 36,79        | 4 409       | 53,13       |
| 3           | Anthony Chevrel  |             | FN          | 1 732        | 20,72        |             |             |
| 3           | Andrée Philippe  |             | FN          | 1 732        | 20,72        |             |             |
| 4           | Cécile Bernard   |             | PS          | 2 990        | 35,77        | 3 890       | 46,87       |
| 4           | Michel Fontaine  |             | PS          | 2 990        | 35,77        | 3 890       | 46,87       |
|             |                  |             |             |              |              |             |             |
| Inscrits    | Inscrits         | Inscrits    | Inscrits    | 17 303       | 100,00       | 17 304      | 100,00      |
| Abstentions | Abstentions      | Abstentions | Abstentions | 8 629        | 49,87        | 8 476       | 48,98       |
| Votants     | Votants          | Votants     | Votants     | 8 674        | 50,13        | 8 828       | 51,02       |
| Blancs      | Blancs           | Blancs      | Blancs      | 203          | 2,34         | 361         | 4,09        |
| Nuls        | Nuls             | Nuls        | Nuls        | 112          | 1,29         | 168         | 1,9         |
| Exprimés    | Exprimés         | Exprimés    | Exprimés    | 8 359        | 96,37        | 8 299       | 94,01       |

### Canton de Ceyzériat
| Candidats            | Candidats               | Partis      | Partis      | Premier tour | Premier tour | Second tour | Second tour |
| Candidats            | Candidats               | Partis      | Partis      | Voix         | %            | Voix        | %           |
| -------------------- | ----------------------- | ----------- | ----------- | ------------ | ------------ | ----------- | ----------- |
| 1                    | Jean-Yves Flochon*      |             | UMP         | 3 213        | 34,78        | 4 014       | 41,51       |
| 1                    | Martine Tabouret        |             | DVD         | 3 213        | 34,78        | 4 014       | 41,51       |
| 2                    | Rachel Mazuir*          |             | PS          | 2 345        | 25,39        | 2 906       | 30,05       |
| 2                    | Marie-Claire Panabières |             | DVG         | 2 345        | 25,39        | 2 906       | 30,05       |
| 3                    | Jean-Pierre Bouilloux   |             | PCF         | 362          | 3,92         |             |             |
| 3                    | Catherine Groslon       |             | PCF         | 362          | 3,92         |             |             |
| 4                    | Lucie Novelli           |             | EÉLV        | 514          | 5,56         |             |             |
| 4                    | Jean-Luc Roux           |             | EÉLV        | 514          | 5,56         |             |             |
| 5                    | Roxane Chaudesaigues    |             | FN          | 2 803        | 30,35        | 2 750       | 28,44       |
| 5                    | Didier Girard           |             | FN          | 2 803        | 30,35        | 2 750       | 28,44       |
|                      |                         |             |             |              |              |             |             |
| Inscrits             | Inscrits                | Inscrits    | Inscrits    | 17 838       | 100,00       | 17 838      | 100,00      |
| Abstentions          | Abstentions             | Abstentions | Abstentions | 8 327        | 46,68        | 7 840       | 43,95       |
| Votants              | Votants                 | Votants     | Votants     | 9 511        | 53,32        | 9 998       | 56,05       |
| Blancs               | Blancs                  | Blancs      | Blancs      | 202          | 2,12         | 239         | 2,39        |
| Nuls                 | Nuls                    | Nuls        | Nuls        | 72           | 0,76         | 89          | 0,89        |
| Exprimés             | Exprimés                | Exprimés    | Exprimés    | 9 237        | 97,12        | 9 670       | 96,72       |
| * conseiller sortant |                         |             |             |              |              |             |             |

### Canton de Châtillon-sur-Chalaronne
| Candidats            | Candidats                | Partis      | Partis      | Premier tour | Premier tour | Second tour | Second tour |
| Candidats            | Candidats                | Partis      | Partis      | Voix         | %            | Voix        | %           |
| -------------------- | ------------------------ | ----------- | ----------- | ------------ | ------------ | ----------- | ----------- |
| 1                    | Oriane Blatrix           |             | DVE         | 645          | 6,65         |             |             |
| 1                    | Nicolas Zielinski        |             | EÉLV        | 645          | 6,65         |             |             |
| 2                    | Yves Clayette*           |             | UMP         | 3 884        | 40,07        | 5 706       | 60,7        |
| 2                    | Muriel Luga Giraud       |             | UDI         | 3 884        | 40,07        | 5 706       | 60,7        |
| 3                    | Maxime Chaussat          |             | FN          | 3 374        | 34,81        | 3 695       | 39,3        |
| 3                    | Aimée Simian             |             | FN          | 3 374        | 34,81        | 3 695       | 39,3        |
| 4                    | Renaud Drouy             |             | DVG         | 1 791        | 18,48        |             |             |
| 4                    | Marie-Christine Hyvernat |             | DVG         | 1 791        | 18,48        |             |             |
|                      |                          |             |             |              |              |             |             |
| Inscrits             | Inscrits                 | Inscrits    | Inscrits    | 20 426       | 100,00       | 20 427      | 100,00      |
| Abstentions          | Abstentions              | Abstentions | Abstentions | 10 369       | 50,76        | 10 227      | 50,07       |
| Votants              | Votants                  | Votants     | Votants     | 10 057       | 49,24        | 10 200      | 49,93       |
| Blancs               | Blancs                   | Blancs      | Blancs      | 271          | 2,69         | 631         | 6,19        |
| Nuls                 | Nuls                     | Nuls        | Nuls        | 92           | 0,91         | 168         | 1,65        |
| Exprimés             | Exprimés                 | Exprimés    | Exprimés    | 9 694        | 96,39        | 9 401       | 92,17       |
| * conseiller sortant |                          |             |             |              |              |             |             |

### Canton de Gex
| Candidats   | Candidats                   | Partis      | Partis      | Premier tour | Premier tour | Second tour | Second tour |
| Candidats   | Candidats                   | Partis      | Partis      | Voix         | %            | Voix        | %           |
| ----------- | --------------------------- | ----------- | ----------- | ------------ | ------------ | ----------- | ----------- |
| 1           | Frédéric Dumont-Girard      |             | EÉLV        | 978          | 15,88        |             |             |
| 1           | Karin Nourrisse             |             | DVE         | 978          | 15,88        |             |             |
| 2           | Claire de Mauduit           |             | FN          | 1 183        | 19,21        | 1 230       | 20,83       |
| 2           | Florian Feller              |             | FN          | 1 183        | 19,21        | 1 230       | 20,83       |
| 3           | Chloé Baissat               |             | DVG         | 873          | 14,17        |             |             |
| 3           | Henri Rédier de La Villatte |             | PS          | 873          | 14,17        |             |             |
| 4           | Véronique Baude             |             | UMP         | 3 125        | 50,74        | 4 675       | 79,17       |
| 4           | Gérard Paoli                |             | UDI         | 3 125        | 50,74        | 4 675       | 79,17       |
|             |                             |             |             |              |              |             |             |
| Inscrits    | Inscrits                    | Inscrits    | Inscrits    | 16 657       | 100,00       | 16 657      | 100,00      |
| Abstentions | Abstentions                 | Abstentions | Abstentions | 10 330       | 62,02        | 10 305      | 61,87       |
| Votants     | Votants                     | Votants     | Votants     | 6 327        | 37,98        | 6 352       | 38,13       |
| Blancs      | Blancs                      | Blancs      | Blancs      | 108          | 1,71         | 317         | 4,99        |
| Nuls        | Nuls                        | Nuls        | Nuls        | 60           | 0,95         | 130         | 2,05        |
| Exprimés    | Exprimés                    | Exprimés    | Exprimés    | 6 159        | 97,34        | 5 905       | 92,96       |

### Canton d'Hauteville-Lompnes
| Candidats            | Candidats          | Partis      | Partis      | Premier tour | Premier tour | Second tour | Second tour |
| Candidats            | Candidats          | Partis      | Partis      | Voix         | %            | Voix        | %           |
| -------------------- | ------------------ | ----------- | ----------- | ------------ | ------------ | ----------- | ----------- |
| 1                    | Philippe Emin      |             | UMP         | 2 770        | 35,71        | 4 330       | 63,08       |
| 1                    | Annie Meuriau      |             | UDI         | 2 770        | 35,71        | 4 330       | 63,08       |
| 2                    | Gaëlle Foray       |             | PCF         | 1 092        | 14,08        |             |             |
| 2                    | Philippe Virard    |             | PCF         | 1 092        | 14,08        |             |             |
| 3                    | Nathalie Martinez  |             | FN          | 2 295        | 29,59        | 2 534       | 36,92       |
| 3                    | Patrick Saint-Mars |             | FN          | 2 295        | 29,59        | 2 534       | 36,92       |
| 4                    | Jacques Rabut*     |             | DVG         | 1 599        | 20,62        |             |             |
| 4                    | Caroline Rollinson |             | DVG         | 1 599        | 20,62        |             |             |
|                      |                    |             |             |              |              |             |             |
| Inscrits             | Inscrits           | Inscrits    | Inscrits    | 15 242       |              | 15 235      | 100,00      |
| Abstentions          | Abstentions        | Abstentions | Abstentions | 7 198        | 47,22        | 7 363       | 48,33       |
| Votants              | Votants            | Votants     | Votants     | 8 044        | 52,78        | 7 872       | 51,67       |
| Blancs               | Blancs             | Blancs      | Blancs      | 208          | 2,59         | 759         | 9,64        |
| Nuls                 | Nuls               | Nuls        | Nuls        | 80           | 0,99         | 249         | 3,16        |
| Exprimés             | Exprimés           | Exprimés    | Exprimés    | 7 756        | 96,42        | 6 864       | 87,2        |
| * conseiller sortant |                    |             |             |              |              |             |             |

### Canton de Lagnieu
| Candidats            | Candidats                  | Partis      | Partis      | Premier tour | Premier tour | Second tour | Second tour |
| Candidats            | Candidats                  | Partis      | Partis      | Voix         | %            | Voix        | %           |
| -------------------- | -------------------------- | ----------- | ----------- | ------------ | ------------ | ----------- | ----------- |
| 1                    | Caroline Barnay            |             | DVE         | 783          | 7,16         |             |             |
| 1                    | Philippe Chabbouh          |             | EÉLV        | 783          | 7,16         |             |             |
| 2                    | Daniel Béguet*             |             | DVG         | 2 057        | 18,80        |             |             |
| 2                    | Béatrice Dalmaz            |             | DVG         | 2 057        | 18,80        |             |             |
| 3                    | Annick Prieur              |             | FN          | 3 289        | 30,07        | 3 360       | 32,99       |
| 3                    | Georges Sigrist            |             | FN          | 3 289        | 30,07        | 3 360       | 32,99       |
| 4                    | Charles de La Verpillière* |             | UMP         | 4 810        | 43,97        | 6 825       | 67,01       |
| 4                    | Viviane Vaudray            |             | DVD         | 4 810        | 43,97        | 6 825       | 67,01       |
|                      |                            |             |             |              |              |             |             |
| Inscrits             | Inscrits                   | Inscrits    | Inscrits    | 23 105       | 100,00       | 23 112      | 100,00      |
| Abstentions          | Abstentions                | Abstentions | Abstentions | 11 783       | 51           | 12 020      | 52,01       |
| Votants              | Votants                    | Votants     | Votants     | 11 322       | 49           | 11 092      | 47,99       |
| Blancs               | Blancs                     | Blancs      | Blancs      | 273          | 2,41         | 677         | 6,1         |
| Nuls                 | Nuls                       | Nuls        | Nuls        | 110          | 0,97         | 230         | 2,07        |
| Exprimés             | Exprimés                   | Exprimés    | Exprimés    | 10 939       | 96,62        | 10 185      | 91,82       |
| * conseiller sortant |                            |             |             |              |              |             |             |

### Canton de Meximieux
| Candidats   | Candidats              | Partis      | Partis      | Premier tour | Premier tour | Second tour | Second tour |
| Candidats   | Candidats              | Partis      | Partis      | Voix         | %            | Voix        | %           |
| ----------- | ---------------------- | ----------- | ----------- | ------------ | ------------ | ----------- | ----------- |
| 1           | Nicole de Lacheisserie |             | FN          | 3 072        | 31,30        | 3 465       | 39,02       |
| 1           | Yves Prieur            |             | FN          | 3 072        | 31,30        | 3 465       | 39,02       |
| 2           | Romain Daubié          |             | UMP         | 2 639        | 26,89        | 5 415       | 60,98       |
| 2           | Élisabeth Laroche      |             | UMP         | 2 639        | 26,89        | 5 415       | 60,98       |
| 3           | Jacky Bernard          |             | PS          | 1 772        | 18,05        |             |             |
| 3           | Fabienne Lalance       |             | DVG         | 1 772        | 18,05        |             |             |
| 4           | Albane Colin           |             | EÉLV        | 722          | 7,36         |             |             |
| 4           | Paul Vernay            |             | EÉLV        | 722          | 7,36         |             |             |
| 5           | Nicole Motte-Sapaly    |             | PCF         | 508          | 5,18         |             |             |
| 5           | François Truc          |             | PCF         | 508          | 5,18         |             |             |
| 6           | Gilles Marand          |             | DVD         | 1 102        | 11,23        |             |             |
| 6           | Nathalie Vaudan        |             | DVD         | 1 102        | 11,23        |             |             |
|             |                        |             |             |              |              |             |             |
| Inscrits    | Inscrits               | Inscrits    | Inscrits    | 20 622       | 100,00       | 20 623      | 100,00      |
| Abstentions | Abstentions            | Abstentions | Abstentions | 10 546       | 51,14        | 10 605      | 51,42       |
| Votants     | Votants                | Votants     | Votants     | 10 076       | 48,86        | 10 018      | 48,58       |
| Blancs      | Blancs                 | Blancs      | Blancs      | 200          | 1,98         | 830         | 8,29        |
| Nuls        | Nuls                   | Nuls        | Nuls        | 61           | 0,61         | 308         | 3,07        |
| Exprimés    | Exprimés               | Exprimés    | Exprimés    | 9 815        | 97,41        | 8 880       | 88,64       |

### Canton de Miribel
| Candidats            | Candidats          | Partis      | Partis      | Premier tour | Premier tour | Second tour | Second tour |
| Candidats            | Candidats          | Partis      | Partis      | Voix         | %            | Voix        | %           |
| -------------------- | ------------------ | ----------- | ----------- | ------------ | ------------ | ----------- | ----------- |
| 1                    | Josiane Bouvier    |             | PS          | 2 790        | 31,74        | 3 554       | 37,14       |
| 1                    | Pierre Goubet*     |             | DVG         | 2 790        | 31,74        | 3 554       | 37,14       |
| 2                    | Patrice Gobet      |             | FN          | 2 605        | 29,64        | 2 336       | 24,41       |
| 2                    | Patricia Labrosse  |             | FN          | 2 605        | 29,64        | 2 336       | 24,41       |
| 3                    | Jean-Pierre Gaitet |             | UMP         | 2 855        | 32,48        | 3 678       | 38,44       |
| 3                    | Caroline Terrier   |             | UMP         | 2 855        | 32,48        | 3 678       | 38,44       |
| 4                    | Albert Belthier    |             | PCF         | 540          | 6,14         |             |             |
| 4                    | Arlette Orsaz      |             | PCF         | 540          | 6,14         |             |             |
|                      |                    |             |             |              |              |             |             |
| Inscrits             | Inscrits           | Inscrits    | Inscrits    | 19 438       | 100,00       | 19 438      | 100,00      |
| Abstentions          | Abstentions        | Abstentions | Abstentions | 10 390       | 53,45        | 9 627       | 49,53       |
| Votants              | Votants            | Votants     | Votants     | 9 048        | 46,55        | 9 811       | 50,47       |
| Blancs               | Blancs             | Blancs      | Blancs      | 198          | 2,19         | 186         | 1,9         |
| Nuls                 | Nuls               | Nuls        | Nuls        | 60           | 0,66         | 57          | 0,58        |
| Exprimés             | Exprimés           | Exprimés    | Exprimés    | 8 790        | 97,15        | 9 568       | 97,52       |
| * conseiller sortant |                    |             |             |              |              |             |             |

### Canton de Nantua
| Candidats            | Candidats         | Partis      | Partis      | Premier tour | Premier tour | Second tour | Second tour |
| Candidats            | Candidats         | Partis      | Partis      | Voix         | %            | Voix        | %           |
| -------------------- | ----------------- | ----------- | ----------- | ------------ | ------------ | ----------- | ----------- |
| 1                    | Kamel Hassoun     |             | DVG         | 1 092        | 18,25        |             |             |
| 1                    | Claude Mercier    |             | DVG         | 1 092        | 18,25        |             |             |
| 2                    | Morgan Benoît     |             | FN          | 1 858        | 31,05        | 1 839       | 32,08       |
| 2                    | Valérie Berthaud  |             | FN          | 1 858        | 31,05        | 1 839       | 32,08       |
| 3                    | Jean Deguerry*    |             | UMP         | 3 033        | 50,69        | 3 893       | 67,92       |
| 3                    | Natacha Lorillard |             | UMP         | 3 033        | 50,69        | 3 893       | 67,92       |
|                      |                   |             |             |              |              |             |             |
| Inscrits             | Inscrits          | Inscrits    | Inscrits    | 13 149       | 100,00       | 13 149      | 100,00      |
| Abstentions          | Abstentions       | Abstentions | Abstentions | 6 873        | 52,27        | 6 990       | 53,16       |
| Votants              | Votants           | Votants     | Votants     | 6 276        | 47,73        | 6 159       | 46,84       |
| Blancs               | Blancs            | Blancs      | Blancs      | 197          | 3,14         | 338         | 5,49        |
| Nuls                 | Nuls              | Nuls        | Nuls        | 96           | 1,53         | 89          | 1,45        |
| Exprimés             | Exprimés          | Exprimés    | Exprimés    | 5 983        | 95,33        | 5 732       | 93,07       |
| * conseiller sortant |                   |             |             |              |              |             |             |

### Canton d'Oyonnax
| Candidats   | Candidats           | Partis      | Partis      | Premier tour | Premier tour | Second tour | Second tour |
| Candidats   | Candidats           | Partis      | Partis      | Voix         | %            | Voix        | %           |
| ----------- | ------------------- | ----------- | ----------- | ------------ | ------------ | ----------- | ----------- |
| 1           | Georges Arpin       |             | PCF         | 830          | 15,66        |             |             |
| 1           | Mylène Ferri        |             | PCF         | 830          | 15,66        |             |             |
| 2           | Marie-France Buhler |             | FN          | 1 505        | 28,39        | 1 764       | 34,53       |
| 2           | Claude Promonet     |             | FN          | 1 505        | 28,39        | 1 764       | 34,53       |
| 3           | Liliane Maissiat    |             | UDI         | 2 359        | 44,5         | 3 344       | 65,47       |
| 3           | Michel Perraud      |             | UDI         | 2 359        | 44,5         | 3 344       | 65,47       |
| 4           | Murielle Brizard    |             | DVD         | 607          | 11,45        |             |             |
| 4           | Julien Martinez     |             | DVD         | 607          | 11,45        |             |             |
|             |                     |             |             |              |              |             |             |
| Inscrits    | Inscrits            | Inscrits    | Inscrits    | 13 494       | 100,00       | 13 492      | 100,00      |
| Abstentions | Abstentions         | Abstentions | Abstentions | 7 988        | 59,2         | 8 030       | 59,52       |
| Votants     | Votants             | Votants     | Votants     | 5 506        | 40,8         | 5 462       | 40,48       |
| Blancs      | Blancs              | Blancs      | Blancs      | 141          | 2,56         | 240         | 4,39        |
| Nuls        | Nuls                | Nuls        | Nuls        | 64           | 1,16         | 114         | 2,09        |
| Exprimés    | Exprimés            | Exprimés    | Exprimés    | 5 301        | 96,28        | 5 108       | 93,52       |

### Canton de Pont-d'Ain
| Candidats            | Candidats              | Partis      | Partis      | Premier tour | Premier tour | Second tour | Second tour |
| Candidats            | Candidats              | Partis      | Partis      | Voix         | %            | Voix        | %           |
| -------------------- | ---------------------- | ----------- | ----------- | ------------ | ------------ | ----------- | ----------- |
| 1                    | Richard Kuta           |             | FN          | 2 210        | 28,44        | 2 149       | 26,52       |
| 1                    | Annick Veillerot       |             | FN          | 2 210        | 28,44        | 2 149       | 26,52       |
| 2                    | Anne Bollache          |             | PRG         | 2 049        | 26,36        | 2 415       | 29,81       |
| 2                    | Mario Borroni*         |             | DVG         | 2 049        | 26,36        | 2 415       | 29,81       |
| 3                    | Damien Abad            |             | UMP         | 3 009        | 38,72        | 3 538       | 43,67       |
| 3                    | Marie-Christine Chapel |             | DVD         | 3 009        | 38,72        | 3 538       | 43,67       |
| 4                    | Nadia Chanel           |             | PCF         | 504          | 6,48         |             |             |
| 4                    | Gérard Goulette        |             | PCF         | 504          | 6,48         |             |             |
|                      |                        |             |             |              |              |             |             |
| Inscrits             | Inscrits               | Inscrits    | Inscrits    | 14 802       | 100,00       | 14 800      | 100,00      |
| Abstentions          | Abstentions            | Abstentions | Abstentions | 6 777        | 45,78        | 6 526       | 44,09       |
| Votants              | Votants                | Votants     | Votants     | 8 025        | 54,22        | 8 274       | 55,91       |
| Blancs               | Blancs                 | Blancs      | Blancs      | 161          | 2,01         | 127         | 1,53        |
| Nuls                 | Nuls                   | Nuls        | Nuls        | 92           | 1,15         | 45          | 0,54        |
| Exprimés             | Exprimés               | Exprimés    | Exprimés    | 7 772        | 96,85        | 8 102       | 97,92       |
| * conseiller sortant |                        |             |             |              |              |             |             |

### Canton de Replonges
| Candidats            | Candidats               | Partis      | Partis      | Premier tour | Premier tour | Second tour | Second tour |
| Candidats            | Candidats               | Partis      | Partis      | Voix         | %            | Voix        | %           |
| -------------------- | ----------------------- | ----------- | ----------- | ------------ | ------------ | ----------- | ----------- |
| 1                    | Guy Billoudet*          |             | UMP         | 2 614        | 24,91        | 6 197       | 63,88       |
| 1                    | Valérie Guyon           |             | UMP         | 2 614        | 24,91        | 6 197       | 63,88       |
| 2                    | Henri Guillermin*       |             | UMP         | 2 445        | 23,30        |             |             |
| 2                    | Andrée Tirreau          |             | UMP         | 2 445        | 23,30        |             |             |
| 3                    | Jean Claude Boucher     |             | EÉLV        | 639          | 6,09         |             |             |
| 3                    | Régine Saura-Lacour     |             | EÉLV        | 639          | 6,09         |             |             |
| 4                    | Marie-Louise Marqueyrol |             | FN          | 2 835        | 27,01        | 3 504       | 36,12       |
| 4                    | David Sevelinge         |             | FN          | 2 835        | 27,01        | 3 504       | 36,12       |
| 5                    | Éric Diochon            |             | PS          | 1 962        | 18,69        |             |             |
| 5                    | Cécile Patriarca        |             | DVG         | 1 962        | 18,69        |             |             |
|                      |                         |             |             |              |              |             |             |
| Inscrits             | Inscrits                | Inscrits    | Inscrits    | 21 542       | 100,00       | 21 542      | 100,00      |
| Abstentions          | Abstentions             | Abstentions | Abstentions | 10 597       | 49,19        | 10 686      | 49,61       |
| Votants              | Votants                 | Votants     | Votants     | 10 945       | 50,81        | 10 856      | 50,39       |
| Blancs               | Blancs                  | Blancs      | Blancs      | 324          | 2,96         | 845         | 7,78        |
| Nuls                 | Nuls                    | Nuls        | Nuls        | 126          | 1,15         | 310         | 2,86        |
| Exprimés             | Exprimés                | Exprimés    | Exprimés    | 10 495       | 95,89        | 9 701       | 89,36       |
| * conseiller sortant |                         |             |             |              |              |             |             |

### Canton de Saint-Étienne-du-Bois
| Candidats            | Candidats         | Partis      | Partis      | Premier tour | Premier tour | Second tour | Second tour |
| Candidats            | Candidats         | Partis      | Partis      | Voix         | %            | Voix        | %           |
| -------------------- | ----------------- | ----------- | ----------- | ------------ | ------------ | ----------- | ----------- |
| 1                    | Alain Gestas*     |             | DVG         | 2 889        | 32,98        | 3 535       | 38,16       |
| 1                    | Monique Wiel      |             | DVG         | 2 889        | 32,98        | 3 535       | 38,16       |
| 2                    | Gaël Bertrand     |             | FN          | 2 182        | 24,91        | 1 943       | 20,98       |
| 2                    | Nicole Bocaccio   |             | FN          | 2 182        | 24,91        | 1 943       | 20,98       |
| 3                    | Nadia Allouache   |             | EÉLV        | 639          | 7,30         |             |             |
| 3                    | Florian Chambolle |             | EÉLV        | 639          | 7,30         |             |             |
| 4                    | Alain Chapuis     |             | UDI         | 3 049        | 34,81        | 3 785       | 40,86       |
| 4                    | Catherine Journet |             | DVD         | 3 049        | 34,81        | 3 785       | 40,86       |
|                      |                   |             |             |              |              |             |             |
| Inscrits             | Inscrits          | Inscrits    | Inscrits    | 16 068       | 100,00       | 16 068      | 100,00      |
| Abstentions          | Abstentions       | Abstentions | Abstentions | 6 957        | 43,3         | 6 504       | 40,48       |
| Votants              | Votants           | Votants     | Votants     | 9 111        | 56,7         | 9 564       | 59,52       |
| Blancs               | Blancs            | Blancs      | Blancs      | 266          | 2,92         | 245         | 2,56        |
| Nuls                 | Nuls              | Nuls        | Nuls        | 86           | 0,94         | 56          | 0,59        |
| Exprimés             | Exprimés          | Exprimés    | Exprimés    | 8 759        | 96,14        | 9 263       | 96,85       |
| * conseiller sortant |                   |             |             |              |              |             |             |

### Canton de Saint-Genis-Pouilly
| Candidats   | Candidats                  | Partis      | Partis      | Premier tour | Premier tour | Second tour | Second tour |
| Candidats   | Candidats                  | Partis      | Partis      | Voix         | %            | Voix        | %           |
| ----------- | -------------------------- | ----------- | ----------- | ------------ | ------------ | ----------- | ----------- |
| 1           | Rudy Linari                |             | FN          | 814          | 16,11        |             |             |
| 1           | Jacqueline Sigrist         |             | FN          | 814          | 16,11        |             |             |
| 2           | Floriane Leaux             |             | EÉLV        | 949          | 18,78        |             |             |
| 2           | François Meylan            |             | DVG         | 949          | 18,78        |             |             |
| 3           | Aurélie Charillon          |             | UMP         | 2 112        | 41,8         | 2 962       | 61,93       |
| 3           | Daniel Raphoz              |             | UDI         | 2 112        | 41,8         | 2 962       | 61,93       |
| 4           | Hubert Bertrand            |             | PRG         | 1 178        | 23,31        | 1 821       | 38,07       |
| 4           | Géraldine Sacchi-Hassanein |             | PS          | 1 178        | 23,31        | 1 821       | 38,07       |
|             |                            |             |             |              |              |             |             |
| Inscrits    | Inscrits                   | Inscrits    | Inscrits    | 13 041       | 100,00       | 13 041      | 100,00      |
| Abstentions | Abstentions                | Abstentions | Abstentions | 7 868        | 60,33        | 8 029       | 61,57       |
| Votants     | Votants                    | Votants     | Votants     | 5 173        | 39,67        | 5 012       | 38,43       |
| Blancs      | Blancs                     | Blancs      | Blancs      | 85           | 1,64         | 159         | 3,17        |
| Nuls        | Nuls                       | Nuls        | Nuls        | 35           | 0,68         | 70          | 1,4         |
| Exprimés    | Exprimés                   | Exprimés    | Exprimés    | 5 053        | 97,68        | 4 783       | 95,43       |

### Canton de Thoiry
| Candidats   | Candidats             | Partis      | Partis      | Premier tour | Premier tour | Second tour | Second tour |
| Candidats   | Candidats             | Partis      | Partis      | Voix         | %            | Voix        | %           |
| ----------- | --------------------- | ----------- | ----------- | ------------ | ------------ | ----------- | ----------- |
| 1           | Fanny Gallé           |             | FN          | 1 275        | 22,42        | 1 376       | 25,23       |
| 1           | Gaëtan Noblet         |             | FN          | 1 275        | 22,42        | 1 376       | 25,23       |
| 2           | Yvette Armand         |             | DVG         | 1 163        | 20,45        |             |             |
| 2           | Denis Linglin         |             | PS          | 1 163        | 20,45        |             |             |
| 3           | Marie-Josefa Bertrand |             | DVG         | 566          | 9,95         |             |             |
| 3           | Christian Jolie       |             | DVG         | 566          | 9,95         |             |             |
| 4           | Muriel Bénier         |             | UMP         | 2 683        | 47,18        | 4 078       | 74,77       |
| 4           | Michel Brulhart       |             | UMP         | 2 683        | 47,18        | 4 078       | 74,77       |
|             |                       |             |             |              |              |             |             |
| Inscrits    | Inscrits              | Inscrits    | Inscrits    | 13 863       | 100,00       | 13 863      | 100,00      |
| Abstentions | Abstentions           | Abstentions | Abstentions | 7 918        | 57,12        | 7 978       | 57,55       |
| Votants     | Votants               | Votants     | Votants     | 5 945        | 42,88        | 5 885       | 42,45       |
| Blancs      | Blancs                | Blancs      | Blancs      | 180          | 3,03         | 340         | 5,78        |
| Nuls        | Nuls                  | Nuls        | Nuls        | 78           | 1,31         | 91          | 1,55        |
| Exprimés    | Exprimés              | Exprimés    | Exprimés    | 5 687        | 95,66        | 5 454       | 92,68       |

### Canton de Trévoux
| Candidats            | Candidats          | Partis      | Partis      | Premier tour | Premier tour | Second tour | Second tour |
| Candidats            | Candidats          | Partis      | Partis      | Voix         | %            | Voix        | %           |
| -------------------- | ------------------ | ----------- | ----------- | ------------ | ------------ | ----------- | ----------- |
| 1                    | Gilbert Colovray   |             | FN          | 2 682        | 26,78        |             |             |
| 1                    | Anne Michaud       |             | FN          | 2 682        | 26,78        |             |             |
| 2                    | Nathalie Barde     |             | UDI         | 2 800        | 27,96        | 5 235       | 57,54       |
| 2                    | Marc Pechoux       |             | UMP         | 2 800        | 27,96        | 5 235       | 57,54       |
| 3                    | Olivier Eyraud*    |             | DLF         | 1 120        | 11,18        |             |             |
| 3                    | Jacqueline Fournet |             | DLF         | 1 120        | 11,18        |             |             |
| 4                    | Guy Brulland       |             | PCF         | 644          | 6,43         |             |             |
| 4                    | Nicole Piola       |             | PCF         | 644          | 6,43         |             |             |
| 5                    | Isabelle Achard    |             | DVG         | 2 768        | 27,64        | 3 863       | 42,46       |
| 5                    | Patrick Rousset*   |             | DVG         | 2 768        | 27,64        | 3 863       | 42,46       |
|                      |                    |             |             |              |              |             |             |
| Inscrits             | Inscrits           | Inscrits    | Inscrits    | 21 523       | 100,00       | 21 525      | 100,00      |
| Abstentions          | Abstentions        | Abstentions | Abstentions | 11 219       | 52,13        | 11 700      | 54,36       |
| Votants              | Votants            | Votants     | Votants     | 10 304       | 47,87        | 9 825       | 45,64       |
| Blancs               | Blancs             | Blancs      | Blancs      | 195          | 1,89         | 502         | 5,11        |
| Nuls                 | Nuls               | Nuls        | Nuls        | 95           | 0,92         | 225         | 2,29        |
| Exprimés             | Exprimés           | Exprimés    | Exprimés    | 10 014       | 97,19        | 9 098       | 92,6        |
| * conseiller sortant |                    |             |             |              |              |             |             |

### Canton de Villars-les-Dombes
| Candidats            | Candidats              | Partis      | Partis      | Premier tour | Premier tour | Second tour | Second tour |
| Candidats            | Candidats              | Partis      | Partis      | Voix         | %            | Voix        | %           |
| -------------------- | ---------------------- | ----------- | ----------- | ------------ | ------------ | ----------- | ----------- |
| 1                    | Sophie Khieu           |             | DLF         | 195          | 1,81         |             |             |
| 1                    | Émilien Sermet         |             | DLF         | 195          | 1,81         |             |             |
| 2                    | Rémi Charbonnel        |             | PCF         | 411          | 3,82         |             |             |
| 2                    | Catherine Lattard      |             | PCF         | 411          | 3,82         |             |             |
| 3                    | Claude Fortin          |             | SE          | 261          | 2,42         |             |             |
| 3                    | Nicole Gagnaire        |             | SE          | 261          | 2,42         |             |             |
| 4                    | Gilles Garaudet        |             | EÉLV        | 624          | 5,80         |             |             |
| 4                    | Anne Partensky-Leibman |             | EÉLV        | 624          | 5,80         |             |             |
| 5                    | Henri Cormorèche       |             | UDI         | 3 201        | 29,74        | 6 232       | 59,58       |
| 5                    | Brigitte Coulon        |             | UMP         | 3 201        | 29,74        | 6 232       | 59,58       |
| 6                    | Pénélope Chalon        |             | FN          | 3 711        | 34,48        | 4 228       | 40,42       |
| 6                    | Laurent Sugy           |             | FN          | 3 711        | 34,48        | 4 228       | 40,42       |
| 7                    | Georges Faverjon*      |             | DVG         | 2 361        | 21,93        |             |             |
| 7                    | Christine Gonnu*       |             | PS          | 2 361        | 21,93        |             |             |
|                      |                        |             |             |              |              |             |             |
| Inscrits             | Inscrits               | Inscrits    | Inscrits    | 22 925       | 100,00       | 22 926      | 100,00      |
| Abstentions          | Abstentions            | Abstentions | Abstentions | 11 792       | 51,44        | 11 522      | 50,26       |
| Votants              | Votants                | Votants     | Votants     | 11 133       | 48,56        | 11 404      | 49,74       |
| Blancs               | Blancs                 | Blancs      | Blancs      | 296          | 2,66         | 732         | 6,42        |
| Nuls                 | Nuls                   | Nuls        | Nuls        | 73           | 0,66         | 212         | 1,86        |
| Exprimés             | Exprimés               | Exprimés    | Exprimés    | 10 764       | 96,69        | 10 460      | 91,72       |
| * conseiller sortant |                        |             |             |              |              |             |             |

### Canton de Vonnas
| Candidats            | Candidats            | Partis      | Partis      | Premier tour | Premier tour | Second tour | Second tour |
| Candidats            | Candidats            | Partis      | Partis      | Voix         | %            | Voix        | %           |
| -------------------- | -------------------- | ----------- | ----------- | ------------ | ------------ | ----------- | ----------- |
| 1                    | Christophe Greffet*  |             | PS          | 3 217        | 39,98        | 3 453       | 40,89       |
| 1                    | Mireille Louis       |             | DVG         | 3 217        | 39,98        | 3 453       | 40,89       |
| 2                    | Blanche Chaussat     |             | FN          | 2 410        | 29,95        | 2 147       | 25,42       |
| 2                    | Edmond Marqueyrol    |             | FN          | 2 410        | 29,95        | 2 147       | 25,42       |
| 3                    | Marie-Andrée Clément |             | DVD         | 2 420        | 30,07        | 2 845       | 33,69       |
| 3                    | Michel Voisin        |             | UMP         | 2 420        | 30,07        | 2 845       | 33,69       |
|                      |                      |             |             |              |              |             |             |
| Inscrits             | Inscrits             | Inscrits    | Inscrits    | 16 099       | 100,00       | 16 098      | 100,00      |
| Abstentions          | Abstentions          | Abstentions | Abstentions | 7 693        | 47,79        | 7 390       | 45,91       |
| Votants              | Votants              | Votants     | Votants     | 8 406        | 52,21        | 8 708       | 54,09       |
| Blancs               | Blancs               | Blancs      | Blancs      | 274          | 3,26         | 214         | 2,46        |
| Nuls                 | Nuls                 | Nuls        | Nuls        | 85           | 1,01         | 49          | 0,56        |
| Exprimés             | Exprimés             | Exprimés    | Exprimés    | 8 047        | 95,73        | 8 445       | 96,98       |
| * conseiller sortant |                      |             |             |              |              |             |             |